# Soulsville
Soulsville ist das 2010 veröffentlichte neunte Studioalbum der US-amerikanischen Rockband Huey Lewis & the News. Es ist das Nachfolgealbum des 2001 erschienenen Plan B und nach dem 1994 veröffentlichten Four Chords & Several Years Ago bereits das zweite Werk der Gruppe, das ausschließlich Coverversionen enthält.

## Hintergrund
Die Idee zur Aufnahme eines Tributs an die Künstler und Soul-Musiker des Stax Labels, stammte vom Manager der Band, Bob Brown. Huey Lewis erklärte dazu, dass die Öffentlichkeit nicht gerade auf neues Original-Material von Huey Lewis & The News warten würde. Brown und die Band kamen überein, dass ein Album mit Coverversionen von Liedern der Stax-Künstler dazu dienen könnte, etwas herauszubringen, das die Zuhörer interessieren und gleichzeitig neue Aufmerksamkeit auf die Musik der Stax-Künstler lenken würde.
Die Gruppe nahm das Album im Frühjahr 2010 in den Ardent Studios in Memphis auf. Wie schon bei Four Chords & Several Years Ago wurde dabei auf zeitgenössische Aufnahmetechnik (Verstärker, Mikrofone, Tonbandgeräte) zurückgegriffen, um einen möglichst originalgetreuen Klang zu erzeugen. Der Toningenieur Jim Gaines, der auch schon für Stax gearbeitet hatte und an den Aufnahmen der Huey-Lewis-Alben Sports und Fore! beteiligt gewesen war, produzierte das Album mit der Band.
An den Aufnahmen wirkten verschiedene Gastmusiker mit: Dorothy Morrison sang mit Huey Lewis das Duett Respect Yourself, Rick Steff spielte Klavier, John Gove Posaune. Als Backgroundsänger waren Bertram Brown, Jackie Johnson, Reba Russell, Larry Batiste, Niko Ellison, Cleytoven Richardson, Daunielle „Pie“ Hill, und Bryan Dyer beteiligt.
Das Album wurde in Europa am 18. November 2010 und in den USA am 2. Dezember 2010 veröffentlicht.

## Rezeption
Neben Platz 121 der US-Album-Charts erreichte Soulsville in den USA auch Platz 18 der (ebenfalls von Billboard erstellten) „Top-R&B/Hip-Hop-Album“-Charts und Platz 15 der „Top-Independent-Album“-Charts.
In Deutschland schrieb Rolling Stone, dass Huey Lewis & The News etwa 100 Gigs im Jahr spielten, sei „die Rendite einer erfolgreichen Karriere, die das US-Classic-Rock-Publikum mit lebenslanger Treue“ belohne. Mit Soulsville liege nun „eine einigermaßen unterhaltsame Platte“ mit alten Stax-Liedern vor, die „souverän und freilich ohne Pop-Kompromisse“ gespielt würden.
Michael Edele meint bei Laut.de, auf eine Hitsingle sei „keine der 14 Nummern ausgelegt“, das sei auch gar nicht nötig. Soulsville sei „einfach ein angenehmes Album für eine gute Zeit“: Mit so relaxten Songs wie Got To Get You Off My Mind, Just The One (I’ve Been Looking For) oder Don’t Let The Green Grass Fool You zaubere die Band „ein zufriedenes Lächeln auf das Gesicht eines jeden Hörers.“ Wenn auch einige Lieder „dem Zentraleuropäer eher unbekannt vorkommen könnten: Cry To Me von Solomon Burke dürfte jeder, der das Licht der Welt vor der Jahrtausendwende erblickte, auf die ein oder andere Weise im Ohr haben.“ Möglicherweise sei Soulsville „tatsächlich ein Album für alte Säcke“ – aber guter Soul und Blues seien „nun mal zeitlos.“

## Titelliste
| Nr.          | Titel                                | Autor(en)                                                      | Gastmusiker                      | Länge |
| ------------ | ------------------------------------ | -------------------------------------------------------------- | -------------------------------- | ----- |
| 1.           | Don’t Fight It                       | Steve Cropper, Wilson Pickett                                  |                                  | 2:57  |
| 2.           | Got to Get You Off My Mind           | Dolores Burke, Solomon Burke, J.B. Moore                       |                                  | 2:50  |
| 3.           | Free                                 | Alana Davis, Ed Tuton                                          |                                  | 3:53  |
| 4.           | Respect Yourself                     | Luther Ingram, Mack Rice                                       | Duettpartnerin: Dorothy Morrison | 3:41  |
| 5.           | Cry to Me                            | Bert Russell                                                   |                                  | 2:59  |
| 6.           | Just One More Day                    | Steve Cropper, Otis Redding, McEvoy Robinson                   |                                  | 3:25  |
| 7.           | Never Found a Girl                   | Eddie Floyd, Alvertis Isbell, Booker T. Jones                  |                                  | 2:53  |
| 8.           | Soulsville                           | Isaac Hayes                                                    |                                  | 3:37  |
| 9.           | Little Sally Walker                  | Rufus Thomas                                                   |                                  | 2:11  |
| 10.          | I Want to Do (Everything for You)    | Joe Tex                                                        |                                  | 3:13  |
| 11.          | Just the One (I’ve Been Looking For) | Cropper, Floyd, Isbell                                         |                                  | 2:55  |
| 12.          | Don’t Let the Green Grass Fool You   | Jerry Akines, Johnnie Bellmon, Reginald Turner, Victor Drayton |                                  | 2:51  |
| 13.          | Never Like This Before               | Hayes, Jones, David Porter                                     |                                  | 2:57  |
| 14.          | Grab This Thing                      | Cropper, Isbell                                                |                                  | 3:14  |
| Gesamtlänge: | Gesamtlänge:                         | Gesamtlänge:                                                   | Gesamtlänge:                     | 43:36 |